# Rivieran
Rivieran är den franska och italienska medelhavskusten mellan La Spezia i Italien och Toulon i Frankrike.
Den franska delen av Rivieran kallas för Franska rivieran eller Côte d'Azur. Den italienska delen av Rivieran, Italienska rivieran, löper längs Liguriska havet och Tyrrenska havet mellan Ventimiglia vid den fransk-italienska gränsen ner till Toscana. Den italienska rivieran brukar delas in i Riviera di Levante (österns Riviera) och Riviera di Ponente (västerns Riviera’) där gränsen mellan dem brukar gå vid Genua.